# Днестровско-Цареградское гирло
Днестровско-Цареградское гирло (укр. Дністровсько-Цареградське гирло; Цареградское гирло, укр. Цареградське гирло) — узкий судоходный искусственно-углубленный пролив, соединяющий Днестровский лиман и Чёрное море. Находится в акватории Одесской области Украины.
Пролив проходит через узкую песчаную Бугазскую косу, разделяющую Днестровский лиман и Чёрное море. Ранее между лиманом и морем существовал ещё один пролив Очаковское гирло, который располагался северо-восточнее и исчез в 1926 году в результате штормового наноса. На проливе расположен посёлок-курорт Затока. Через пролив в 1950-х годах перекинут совмещённый автомобильно-железнодорожный разводной мост. До того через пролив был перекинут плавучий мост (деревянный — 1914 года, понтонный — 1916 года).
По преданию, именно с Днестровского устья начинались морские походы киевских князей на Царьград. С тех пор за гирлом и закрепилось название Цареградское.
Средняя глубина пролива достигает 10 м.